# Govert Suijs (1694-1756)
Govert Suijs  (gedoopt Gouda, 4 februari 1694 – aldaar, 17 januari 1756) was burgemeester van de Nederlandse stad Gouda.
Suijs was een zoon de Goudse burgemeester Johan Suijs en Clementia Bokhoven. Ook zijn gelijknamige grootvader Govert Suijs was burgemeester van Gouda. Suijs studeerde rechten aan de Universiteit Leiden en promoveerde aldaar in 1717. In Gouda vervulde hij van 1720 tot het jaar van zijn overlijden 1756 tal van regentenfuncties. Hij was deze gehele periode lid van de vroedschap. Daarnaast was hij meerdere malen schepen en burgemeester.
Suijs trouwde op 17 maart 1719 met Johanna Cornelis Boudens, dochter van de Goudse burgemeester dr. Georgius Boudens. Diens zuster Catharina was getrouwd met de invloedrijke Goudse burgemeester Huijbert van Eijck. Suijs hertrouwde op 15 mei 1729, na het overlijden van zijn eerste vrouw, met Catharina van Leeuwen, dochter van de Haastrechtse burgemeester Gerrit van Leeuwen en Catharina Amersfoort. Dit huwelijk was geen succes. Zijn vrouw was jaloers en aasde op het geld van haar schoonmoeder, die maar niet wilde overlijden. "Ik wou dat je moer morgen so stijf lagh als een kerkdeur, ik soude se met glase klokken in de hemel luijen, en dan soude ik het oude wijff haer gelt door de stad laten rijen. Jouw moer hout het gelt maer onder haer ocksels, gij sijt maer een kale jakhals", was een van haar uitspraken. De problemen tussen Suijs en zijn vrouw waren een publiek geheim in Gouda. Hij werd geweerd in kringen die ertoe deden en zijn carrière liep niet zoals hij gewenst had. Pas na hun scheiding in 1743 kreeg hij de meer lucratieve banen toebedeeld. Zijn moeder overleed in 1751 en pas op 57-jarige leeftijd erfde hij haar vermogen, dat voor die tijd de aanzienlijke som van 165.000 gulden bedroeg.
Suijs bewoonde in Gouda het Admiraalshuis op de Turfmarkt. Indertijd was dit huis gekocht door admiraal Jan den Haen van de beloning voor zijn verovering van de Great Charity bij de Slag bij Lowestoft tijdens de Tweede Engelse Oorlog. Na het overlijden van Suijs kwam de woning in het bezit van vice-admiraal Roemer Vlacq. Daarnaast bezat Suijs een buitenverblijf Langsteijn in het Land van Stein.
Suijs overleed begin 1756 op 61-jarige leeftijd. Hij werd begraven in de Sint-Janskerk van Gouda.
Na zijn overlijden probeerde Catharina van Leeuwen een deel van de erfenis alsnog te bemachtigen. Hoewel Suijs onmiddellijk na zijn scheiding en na het overlijden van zijn moeder zijn testament had gewijzigd meende zij als, weliswaar gescheiden, weduwe aanspraken te kunnen maken op een deel van de nalatenschap, die 167.940 gulden bedroeg. Het conflict met de executeur van het testament notaris Frederik Luijt werd tot voor de Hoge Raad uitgevochten. Uiteindelijk viste zij achter het net en werd het testament volgens de bepalingen die Suijs had getroffen uitgevoerd.